# Tecualilla
Tecualilla är en ort i Mexiko.   Den ligger i kommunen Escuinapa och delstaten Sinaloa, i den centrala delen av landet, 800 km nordväst om huvudstaden Mexico City. Tecualilla ligger 14 meter över havet och antalet invånare är 1 252.
Terrängen runt Tecualilla är platt åt sydväst, men åt nordost är den kuperad. Runt Tecualilla är det ganska glesbefolkat, med 40 invånare per kvadratkilometer. Närmaste större samhälle är Escuinapa de Hidalgo, 12,9 km nordväst om Tecualilla. Omgivningarna runt Tecualilla är en mosaik av jordbruksmark och naturlig växtlighet.